# Bélgica nos Jogos Olímpicos de Verão de 1964
A Bélgica participou dos Jogos Olímpicos de Verão de 1936 em Tóquio, Japão.